# Старая Комише опер
Старая Комише опер (нем. Alte Komische Oper Berlin) — театр, действовавший в Берлине, на улице Фридрихштрассе, у Вайдендамского моста, в 1905—1952 гг.
Здание было построено по проекту бюро Lachmann & Zauber, наружный дизайн архитектора Артура Биберфельда был близок к необарочному стилю (позднее, в 1929 году, здание было модернизировано по проекту Мартина Пунитцера). В силу дороговизны земли в этом районе зал на 1254 места, сцена и оркестровая яма (на 60 музыкантов) вышли тесноваты. Театр открылся 18 ноября 1905 года «Сказками Гофмана» Жака Оффенбаха с участием Хедвиг Франсилло-Кауфман, Теодора Бертрама и Людвига Мантлера, дирижировал Франц Румпель.
До 1911 года театр возглавлял Ханс Грегор, усилиями которого на сцене Комише опер состоялись 19 новых постановок, в том числе «Сельские Ромео и Джульетта» Фредерика Делиуса (1907, мировая премьера), «Тореадор» Адольфа Адана (1909, германская премьера), «Пеллеас и Мелизанда» Клода Дебюсси; в качестве дирижёров работали, помимо Франца Румпеля, Эмиль фон Резничек, Фриц Кассирер, Эджисто Танго, Отто Линдеман, корепетитором работал Игнац Вагхальтер. После отъезда Грегора в Вену Комише опер ненадолго возглавила певица Орели Реви, а в 1912 году театр перешёл в руки драматурга Адольфа Ланца, превратившего его в драматический: новый сезон открылся постановкой трагедии Гёте «Эгмонт» с музыкой Людвига ван Бетховена, дирижировал Камилло Гильдебранд. В сезоне 1914—1915 гг. в здании Комише опер работал так называемый Театр у Вайдендамского моста (нем. Theater an der Weidendammer Brücke).
С 1915 года здание после некоторой реконструкции был превращено в театр оперетты, труппу возглавил Густав Шарле. С премьерами оперетт Роберта Штольца «Фаворит» (1916), Леона Есселя «Девушка из Шварцвальда» (1917), Вальтера Колло «Танцующая принцесса» (1924) соседствовали в программе эстрадные ревю Джеймса Кляйна с сильными элементами эротики. В 1930-е гг. театр испытывал значительные финансовые трудности, в начале Второй мировой войны сменил несколько названий, а в конце был сильно повреждён. В послевоенные годы в нём некоторое время показывали кино и в конце концов в 1952 году снесли.